# Carl Nesjar

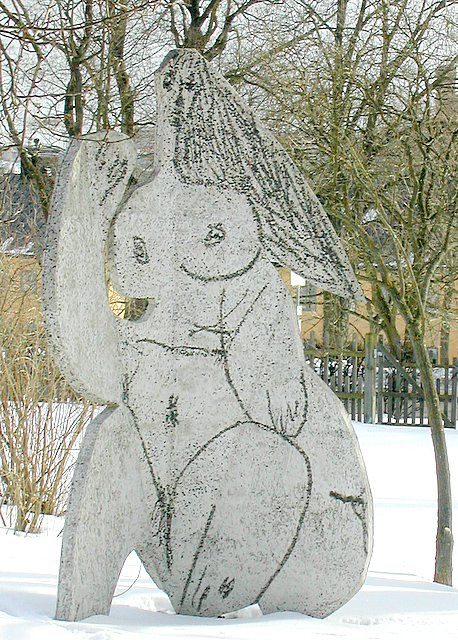
Dejeuner sur l'Herbe (detail), Moderna Museet, Stockholm

Carl Nesjar (Larvik, 6 juli 1920 – Oslo 23 mei 2015) was een Noors schilder, beeldhouwer en grafisch kunstenaar. Hij is het meest bekend geworden door zijn samenwerking met Pablo Picasso, wiens schetsen en schaalmodellen hij uitwerkte tot beelden, maar maakte ook een serie ijsfonteinen - werken waarin bevroren water een belangrijke rol speelt.
Nesjar werd geboren als Carl Carlsen. Hij groeide op in Zuid-Noorwegen en Brooklyn, en studeerde kunsten aan het Pratt Institute in New York (1935-1938), de rijkskunstacademie van Oslo (1940-1943), bij Meyer Shapiro aan de Columbia University (1946-1948) en in Parijs. Aan het begin van zijn carrière nam hij de naam 'Nesjar' aan, naar het Oudnoordse woord voor het kustgebied rond Larvik.
Nesjar was driemaal gehuwd en had twee kinderen. Hij overleed op 94-jarige leeftijd.

## Werken
Werken van Nesjar zijn onder andere te zien in het Nationaal Museum te Oslo, het Louisiana Museum of Modern Art in Denemarken, Moderna Museet in Stockholm, en het Museum of Modern Art in New York.
In 1997 werd een monumentale fontein van Nesjar in Trondheim onthuld; een geschenk van Statoil ter gelegenheid van het duizendjarig bestaan van de stad.

### Samenwerking met Picasso
In 1957 ontmoette hij Pablo Picasso. Dit was het begin van een samenwerking die tot Picasso's dood in 1973 zou duren. Nesjar voerde beelden uit naar schetsen of schaalmodellen door Picasso. Grappenderwijs zou hij eens hebben gezegd dat hij de enige persoon ter wereld was die weleens een tekening van Picasso had verbeterd.
Voor zijn beelden ontwikkelde Nesjar in samenwerking met de Noorse architect Erling Viksjø een techniek die hij 'betografie' noemde. Basaltstenen werden in een vorm gelegd, waarna er beton overheen gegoten werd. Door zandstralen werd het beton gedeeltelijk verwijderd. Zo werden in het lichtgekleurde beton lijnen zichtbaar, gevormd door de gedeeltelijk blootgelegde basaltstenen.

### Y-Blokken

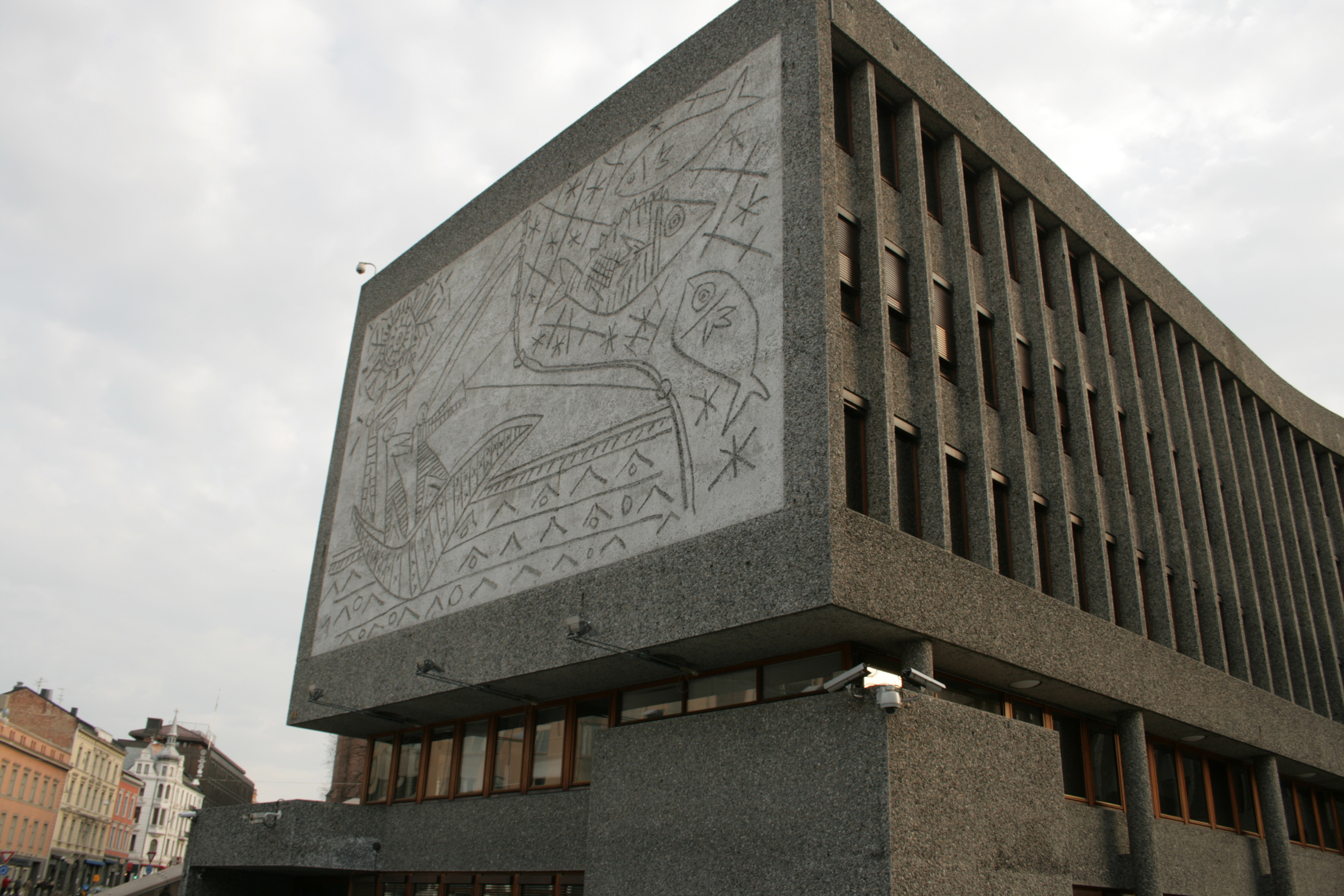
Fresco op Y-Blokken

In Oslo voerde Nesjar twee plaquettes uit die Picasso had ontworpen voor Y-Blokken (1969), een overheidsgebouw van Erling Viksjø. Bij de bomslag door Anders Behring Breivik in 2011 raakte het gebouw zwaar beschadigd. De Noorse regering besloot in 2014 het te laten slopen, waarbij de plaquettes zouden worden vernietigd. Na hevige protesten uit de kunstwereld bleven ze bij de sloop gespaard om aan een nieuw gebouw te kunnen worden toegevoegd.

## Nederland
In Amsterdam staat het beeld Figure découpée (1965), een betonnen plastiek van circa 7 meter hoog,  door Nesjar uitgevoerd naar een schets van Picasso. Het werd geplaatst ter herinnering aan het 100-jarig bestaan van het Vondelpark.
In Rotterdam staat het beeld Sylvette (1971), een 'betonnen tekening' van 7.5 m hoog en 4.5 breed, door Nesjar gebaseerd op schetsen van Picasso uit de periode dat Sylvette David diens muze was. Voorafgaand aan de plaatsing werd Nesjar door acht Rotterdamse kunstenaars van epigonisme beschuldigd. In 1991 werd deze beschuldiging in een artikel over het Weena in de Volkskrant klakkeloos herhaald, waarop Nesjars zoon een rechtzetting liet afdrukken.

## Eerbewijzen
- Ridder in de Orde van Kunsten en Letteren (1997)[6]
- Commandeur in de Orde van Sint-Olaf (2011)[7]